# Bình Thới (xã)
Bình Thới là một xã cũ thuộc huyện cũ Bình Đại, tỉnh cũ Bến Tre, Việt Nam.

## Địa lý
Xã Bình Thới có vị trí địa lý:
- Phía bắc giáp sông Tiền
- Phía đông và đông nam giáp thị trấn Bình Đại và xã Thạnh Trị
- Phía tây và tây nam giáp xã Định Trung và xã Phú Long.

Xã Bình Thới có diện tích 19,06 km², dân số năm 1999 là 7.867 người, mật độ dân số đạt 413 người/km².

## Lịch sử
Xã Bình Thới được tách ra từ xã Bình Đại năm 1979 cùng với hai xã khác là Thạnh Trị và xã Đại Hòa Lộc.